# Commerce-City-Raffinerie
Die Commerce-City-Raffinerie (engl. Commerce City Refinery) ist eine US-amerikanische Raffinerie in Commerce City im Bundesstaat Colorado.

## Geschichte
Die Commerce-City-Raffinerie ging 2005 aus der Vereinigung zweier benachbarter, aber dennoch selbstständiger Raffinerien hervor.
Vor Übernahme und Vereinigung durch die Suncor wurden die heute fusionierten Raffinerien von der ConocoPhillips und Valero betrieben. Schon nach der Übernahme der ConocoPhillips-Raffinerie in 2003 begann Suncor die Raffinerie an die Verarbeitung von sauren Rohölsorten anzupassen. Heute ist die Commerce-City-Raffinerie auf saure und schwere Rohöle aus Kanada und den USA spezialisiert.

### ConocoPhillips-Raffinerie
Die Continental-Oil-Raffinerie wurde 1940 erbaut. In der von Continental-Oil-Raffinerie, welche später zur ConocoPhillips gehörte, ereignete sich am 3. Oktober 1978 eine Explosion bei der drei Arbeiter getötet wurden. 2003 übernahm Suncor die Conoco Philips Commerce City Refinery von ConocoPhillips, welche eine Kapazität von 60.000 Barrel/Tag hatte.

### Valero-Energy-Raffinerie
Bis zur Übernahme der Raffinerie durch die Total Petroleum in 1987 gehörte sie zur Asamera Oil Corporation. Die Total verkaufte sie im September 1997 an die Diamond Shamrock, diese wurde im Dezember 2001 durch die Valero übernommen. Valero Energy verkaufte die 30.000 Barrel/Tag große Raffinerie 2005 an die Suncor.

## Technische Daten
Die Raffinerie zählt zu den mittelgroßen, jedoch sehr komplexen Raffinerie.
Ein Teil des eingesetzten Rohöls stammt aus Förderstätten des Western Slope und aus kanadischen Ölsanden.

### Verarbeitungsanlagen
- 3 Atmosphärische Destillationen
- 2Fluid Catalytic Cracker
- Entschwefelungsanlagen
- 2 Reformer